# Схидненский сельский совет (Белозёрский район)
Схидненский сельский совет (укр. Східненська сільська рада) — входит в состав
Белозёрского района
Херсонской области
Украины.
Административный центр сельского совета находится в 
пос. Схидное
.

## История
- 1916 — дата образования.
- По данным [2] в 1979 году совет назывался Загоряновский.

## Населённые пункты совета
- пос. Схидное
- с. Загоряновка